# Clavija poeppigii
Clavija poeppigii är en viveväxtart som beskrevs av Carl Christian Mez. Clavija poeppigii ingår i släktet Clavija och familjen viveväxter. Inga underarter finns listade i Catalogue of Life.